# Am Fenster
Am Fenster ist ein Lied der Gruppe City. Es wurde 1974 von City komponiert und 1977 auf Schallplatte veröffentlicht. Arrangeur war Georgi Gogow, der Text stammt von Hildegard Maria Rauchfuß. Das Lied gilt als Klassiker der DDR-Rockmusik.

## Geschichte
1974 experimentierten die City-Mitglieder Georgi Gogow und Klaus Selmke mit bulgarischer Folkmusik, wobei Gogow die Geige spielte, die der westdeutsche Onkel Selmkes der Band gestiftet hatte. Der damalige Sänger Emil Bogdanow brachte den 1970 erschienenen Gedichtband Versuch es mit der kleinen Liebe der Leipziger Schriftstellerin Hildegard Maria Rauchfuß mit, der ihr Gedicht Am Fenster enthielt. Die Komposition entstand, und das Lied Am Fenster wurde auf Konzerten gespielt. Die DDR-Plattenfirma Amiga weigerte sich zunächst, das Lied für eine Single aufzunehmen, da es mit knapp sieben Minuten länger als üblich war, die Geige als unpassend angesehen wurde, der Refrain fehle und der Text ebenfalls unpassend sei. 1975 floh Bogdanow nach Schweden, weil er zum Militärdienst in Bulgarien eingezogen werden sollte.
Neuer Sänger der Gruppe wurde Toni Krahl, der das Lied einstudierte. Bei einer Probeaufnahme 1976 vergaß Krahl jedoch den Text der dritten Strophe und wiederholte darum die zweite. Diese Aufnahme wurde an Moderatoren der Rundfunksendungen Beatkiste und Notenbude weitergegeben, die sie spielten. Die Version wurde so populär, dass sie für eine Single-Veröffentlichung ausgewählt wurde. Diese erschien 1977 in zwei Varianten: bei Amiga mit der B-Seite Mein alter Freund und im selben Jahr in der Bundesrepublik Deutschland mit der B-Seite Traudl bei Telefunken. Von der Amiga-Single wurden 100.000 Stück verkauft, es gab insgesamt vier Nachpressungen. Der Titel wurde in Diskotheken häufig mehrmals an einem Abend gespielt. Aufgrund des Erfolgs von Am Fenster durfte City fortan in Westdeutschland auftreten. 1978 erschien dort Am Fenster als Maxi-Single mit der B-Seite Aus der Ferne beim Plattenlabel Pool.
Dank der Initiative des westdeutschen Musikverlegers und Produzenten Peter Schimmelpfennig, der Amiga mit 25.000 DM unterstützte, erschien 1978 Am Fenster erstmals auf einer Langspielplatte. Auf der Amiga-LP Am Fenster ist das Lied in einer 17:40 Minuten langen Fassung zu hören, die aus den drei Teilen Traum, Tagtraum und Am Fenster besteht. Die beiden ersten Teile wurden von Georgi Gogow komponiert, der dritte Teil dauert hier nun rund zehn Minuten. In der Bundesrepublik und Griechenland wurde die gleiche LP unter dem Namen City I im selben Jahr veröffentlicht. Auf der 1980 erschienenen englischsprachigen City-LP Dreamer bzw. Dreamland war das Lied als Window mit einer Länge von 7:33 Minuten vertreten. Eine kürzere Version hat eine Länge von 4:03 Minuten.
Auch in Griechenland war Am Fenster außergewöhnlich erfolgreich, offenbar dank griechischer Gastarbeiter oder Touristen, die das Lied in Griechenland bekannt gemacht hatten. City gewann dort 1978 oder 1981 als dritte ausländische Gruppe überhaupt eine Goldene Schallplatte. Im griechisch beeinflussten Teil Zyperns wurde das Lied alle sechs Stunden als Hintergrundmusik der Kulturnachrichten eines Rundfunksenders verwendet.
1987 wurde in der Bundesrepublik Am Fenster zusammen mit Hiroshima von den Puhdys auf einer Single von Teldec veröffentlicht. 1997 erschien dort das City-Best-Of-Album Am Fenster – Das Platin-Album. Insgesamt wurden mehr als zehn Millionen Tonträger mit dem Lied verkauft.
In den Filmen Der Zimmerspringbrunnen und Der Turm wird Am Fenster als Filmmusik verwendet. Bereits 1979 war das zwei Jahre zuvor erschienene Lied im Film Bis daß der Tod euch scheidet zu hören.

## Beschreibung
City bestand zum Zeitpunkt der Aufnahme aus den Musikern Toni Krahl (Gesang), Georgi Gogow (Violine und E-Bass), Fritz Puppel (Gitarre) und Klaus Selmke (Schlagzeug).
Am Fenster dauert in der Version auf der Single 6:56 Minuten. Das Lied ist in g-Moll komponiert und hat in der Singleversion ausschließlich die Gitarrenakkorde g-Moll und F-Dur.
Die LP-Version von Am Fenster enthält zwei Teile vor dem eigentlichen Lied. Traum beginnt mit dem leise gespielten Solo einer akustischen Gitarre, die in ostinate Akkordfolgen übergehen, die bis zum Ende von Traum anhalten. In diese stimmt nach rund einer Minute die Geige ein und lässt damit die Melodie des eigentlichen Liedes erahnen. Das Stück wird lauter, und die Geigenstimme erscheint zum Teil verzerrt. Schließlich sind zwei und mehr Geigenstimmen zu hören. Nach 4:40 Minuten erfolgt ein unvermittelter Abbruch.
Es folgt eine Klangcollage mit dem Titel Tagtraum aus Weckerticken, Glockenläuten, Schritten, dem Öffnen einer Jalousie und eines Fensters, Besteck, das auf Geschirr gelegt wird, einem einzelnen Gitarrenton, unterlegt mit dem Spiel der Glocken. Die akustische Gitarre setzt vorsichtig ein, wie bei einer Probe, die Glocken werden ebenfalls zögerlich gespielt. Dazu hört man im Hintergrund Straßenlärm, wie an einem offenen Fenster. Eine Stimme summt leise und scheinbar unsicher die Melodie von Am Fenster. Später wird die Melodie kurz gepfiffen und die Gitarre spielt die Töne des Schlussakkords von oben nach unten. Währenddessen ist das Weckerticken immer noch zu hören.
Unmittelbar danach setzen Geige und eine keyboardartig klingende E-Gitarre kraftvoll mit dem eigentlichen Lied ein. Anfangs ist auch das Ticken des Weckers noch zu hören. Wenig später spielt auch das Schlagzeug, treibend, aber leise und weitgehend auf dem gleichmäßigen Schlagen der Bass Drum beruhend. Schließlich beginnt der Sänger expressiv, mit leicht heiserer Stimme die ersten beiden, jeweils vierzeiligen Strophen. Danach singt er Silbenfolgen, zum Beispiel aus „na“ und „nei“ bestehend. Der Silbengesang wird lauter, bis erneut Geige, Gitarre und Schlagzeug allein übernehmen. Dabei setzt auch das Schlagzeug Akzente. Die Geige wird nun zeitweise pizzicato gespielt. Später wird sie wieder gestrichen und mit zahlreichen, teils elektronischen Effekten gespielt. Bei der Rückkehr zum Thema ist die Lautstärke hoch. Erst nach rund sechs Minuten setzt der Sänger mit der dritten Strophe ein. Anschließend folgt erneut Silbengesang und ein Wechselspiel von akustischer Gitarre und Geige. Die E-Gitarre spielt hier wieder das Ostinato. Abermals spielt die Geige mit elektronischen Effekten und kehrt dann mit der E-Gitarre zum Thema zurück. Der Sänger wiederholt die dritte Strophe und den Silbengesang, diesmal aber lauter. Er endet eine Sekunde oberhalb des Grundtons. Die Geige spielt noch einige Takte solo, bevor die drei Instrumente etwas unvermittelt den Schlussakkord setzen. Dabei spielt die Geige eine Quinte über dem Grundton.
Der von tiefer Melancholie und lyrischer Verschlüsselung geprägte Text handelt von einem Menschen am Fenster, der sich nach bleibender, tief fühlender Liebe statt nach rauschhaften Erlebnissen sehnt. Er klagt über die schweren Seiten seines Lebens.

## Versionen anderer Musiker
- 1994 erschien eine englischsprachige Version des Songs von The Dostoyevskys als Single.
- Das Lied wurde 2001 auch von Scooter in einer Techno-Version veröffentlicht.
- 2003 wurde es von den Puhdys in einem Medley gemeinsam mit anderen bekannten DDR-Rocksongs verarbeitet und auf ihrem Album Undercover veröffentlicht.
- 2003 erschien der Song von Martin Kesici auf dem Album Em Kay.
- 2007 erschien der Song von Kapitulation B.o.N.n.[9]
- 2007 erschien eine griechischsprachige Version der Band Nomisma auf dem Album Filika mit dem Titel Oneira.
- 2008 erschien eine Version von Bernhard Eder auf der Compilation Nachspielzeit der Zeitschrift Spiesser, sowohl später auch als B-Seite der Single The Season Song
- 2013 wurde das Lied von Matthias Reim auf seinem Album Unendlich veröffentlicht.
- 2017 erschienen zum 40. Jahrestag der Erstveröffentlichung elf neue Coverversionen, darunter von Uschi Brüning und Manfred Maurenbrecher.[10]
- 2023 veröffentlichte Wolfgang Lippert ein Cover im Rahmen der Störtebeker-Festspiele.

## Platzierungen
- 1977: Platz 2 in der Jahreshitparade der DDR[11]
- Radio Fritz (Hörerumfrage): Populärster Popsong des 20. Jahrhunderts[12]
- 2005: ZDF, Unsere Besten – Jahrhundert-Hits (Zuschauerumfrage): Platz 13
- 2019: Radio Eins, 30 Jahre Mauerfall – Die 100 besten Ost-Songs (Jury): Platz 1[13]

## Auszeichnungen
- 1978: Goldene Schallplatte in Griechenland (nach anderen Angaben 1981)
- 2024: Goldene Schallplatte in Deutschland für mehr als 300.000 verkaufte Einheiten

## Ausgaben (ohne Kompilationen)

### Singles
- 1977: Am Fenster (Amiga)
- 1977: Am Fenster (Telefunken)
- 1978: Am Fenster (EPIC, Griechenland)
- 1987: Am Fenster (Teldec)

### Alben
- 1978: Am Fenster (mit Traum und Tagtraum) auf Am Fenster (Amiga)
- 1978: Am Fenster (mit Traum und Tagtraum) auf City I (Telefunken)
- 1978: Am Fenster (mit Traum und Tagtraum) auf City I (EPIC)
- 1980: Window auf Dreamer (Amiga)
- 1981: Window auf Dreamland (Teldec-Pool)
- 1981: Window auf Dreamland (EPIC)

## Sonstiges
- City spielten in Konzerten über 5000 Stunden Am Fenster (Stand 2002).[12]
- Das 2002 erschienene City-Album Am Fenster 2 enthält zwar nicht das Stück Am Fenster, jedoch heißt das erste Lied Flieg’ ich durch die Welt, wie die Schlusszeile von Am Fenster.
- Im Spielfilm Nahschuss (2021) über die letzte vollzogene Todesstrafe in der DDR wird der Song mehrmals gespielt.[14]